# Пудиков, Василий Лазаревич
Василий Лазаревич Пудиков (род. 2 июля 1959, Дивногорск, Красноярский край) — советский самбист. Чемпион Европы (1986), чемпион СССР (1985). Мастер спорта международного класса.

## Биография
Родился в Дивногорске. Учился в гидроэнергетическом техникуме. Занимался самбо под руководством тренеров Владимира Михайлова и Геннадия Козлова. Во второй половине 1970-х годов становился чемпионом СССР среди юношей. В 1985 году на Чемпионате СССР по самбо завоевал золотую медаль в весовой категории до 48 кг, на чемпионате 1986 года — бронзовую медаль. В 1986 году занял первое место на Чемпионате Европы в весовой категории до 48 кг.